# Świętajny
Świętajny (deutsch Schwenteinen) ist ein kleiner Ort in der polnischen Woiwodschaft Ermland-Masuren. Er gehört zur Gmina Olsztynek (Stadt- und Landgemeinde Hohenstein i. Ostpr. ) im Powiat Olsztyński (Kreis Allenstein).

## Geographische Lage
Świętajny liegt im südlichen Westen der Woiwodschaft Ermland-Masuren, 22 Kilometer südöstlich der einstigen Kreisstadt Osterode in Ostpreußen (polnisch Ostróda) bzw. 27 Kilometer südwestlich der heutigen Kreismetropole und Woiwodschaftshauptstadt Olsztyn (deutsch Allenstein).

## Geschichte
Das weit gestreute Dorf Swyteyn (nach 1785 Schwentainen, nach 1820 Schwentaynen) wurde 1414 erstmals urkundlich erwähnt. 1874 wurde es in den neu errichteten Amtsbezirk Hohenstein i. Ostpr.-Land im Kreis Osterode in Ostpreußen eingegliedert.
Im Jahre 1910 waren in Schwenteinen 60 Einwohner registriert, im Jahre 1933 waren es 58.
In Kriegsfolge wurde Schwenteinen 1945 mit dem gesamten südlichen Ostpreußen an Polen überstellt. Der Ort erhielt die polnische Namensform „Świętajny“ und ist heute als Teil des Schulzenamts (polnisch Sołectwo) Sudwa (Sauden) eine Ortschaft im Verbund der Gmina Olsztynek (Stadt- und Landgemeinde Hohenstein i. Ostpr.) im Powiat Olsztyński (Kreis Allenstein), bis 1998 der Woiwodschaft Olsztyn, seither der Woiwodschaft Ermland-Masuren mit Sitz in Olsztyn (Allenstein) zugehörig.

## Kirche
Bis 1945 war Schwenteinen in die evangelische Pfarrkirche Hohenstein (Ostpreußen) in der Kirchenprovinz Ostpreußen der Kirche der Altpreußischen Union, sowie in die römisch-katholische Herz-Jesu-Kirche in Hohenstein im Bistum Ermland eingepfarrt.
Der bisherige Bezug zur jetzt „Olsztynek“ genannten Stadt besteht auch heute: zur evangelischen Kirche Olsztynek, jetzt eine Filialkirche der Christus-Erlöser-Kirche Olsztyn in der Diözese Masuren der Evangelisch-Augsburgischen Kirche in Polen, sowie zur Olsztyneker Herz-Jesu-Kirche im Dekanat Olsztynek im jetzigen Erzbistum Ermland.

## Verkehr
Świętajny liegt an einer Nebenstraße, die von Ostróda (Osterode in Ostpreußen) über Rychnowo (Reichenau) nach Olsztynek (Hohenstein i. Ostpr.) zur Anschlussstelle „Olsztynek Zachód“ der Schnellstraße 51 ((Russland–) Bezledy–Olsztyn–Olsztynek) führt.
Die nächste Bahnstation ist die Stadt Olsztynek. Sie liegt an der Bahnstrecke Działdowo–Olsztyn (deutsch Soldau–Allenstein).